# Драинчеви књижевни сусрети
Драинчеви књижевни сусрети су манифестација која се одржава у Прокупљу у част великог српског песника Рада Драинца.
Манифестација је покренута 1966. године и посвећена је животу и делу Рада Драинца, најзначајнијег песника топличког краја, који је обележио српску лирику између два светска рата. Главни носилац ове манифестације је Народна библиотека „Раде Драинац“ из Прокупља.
Манифестација се одржава сваке године, крајем августа и почетком септембра, уз гостовање најпознатијих песника Србије и околине.
У оквиру ове манифестације одржавају се књижевне вечери и културни програми са представљањем живота и рада овог песника, указивање на значај његовог дела, промовисања књига о њему, организовање изложби, дружење песника са прокупачким основцима, као и афирмисање модерне српске поезије, уз обавезну посету пишчеве родне куће у селу Трбуњу код Блаца и полагање цвећа на бисту Рада Драинца на брду Хисар у Прокупљу.
У оквиру манифестације додељује се награда „Раде Драинац“ за најбољу књигу поезије у претходној години.